# Arthonia epiphyscia
Arthonia epiphyscia är en lavart som beskrevs av Nyl. Arthonia epiphyscia ingår i släktet Arthonia och familjen Arthoniaceae.  Arten är reproducerande i Sverige. Inga underarter finns listade i Catalogue of Life.